# 아라키 하야토
아라키 하야토(일본어: 荒木 隼人, 1996년 8월 7일 ~ )는 일본의 축구 선수이다.

## 구단 경력
그는 2019년 J1리그의 산프레체 히로시마에 입단했다. 2022년에 J리그컵 우승, 천황배 준우승을 차지했다. 2023년 J1리그 3위, 2024년 J1리그 2위.

## 국가대표팀 경력
그는 2022년 EAFF E-1 풋볼 챔피언십에 참가할 일본 국가대표팀에 발탁되었으며, 7월 24일 중국와의 경기에서 데뷔, 대회 우승. 2025년 EAFF E-1 풋볼 챔피언십에도 출전, 우승에 기여했다.

## 통계
| 일본 | 일본 | 일본 |
| 연도 | 출전 | 득점 |
| ---- | ---- | ---- |
| 2022 | 1    | 0    |
| 통산 | 1    | 0    |